# Fuerzas Armadas de los Emiratos Árabes Unidos
Las Fuerzas Armadas de los Emiratos Árabes Unidos (en árabe: القوات المسلحة لدولة الإمارات العربية المتحدة, romanizado: Al-Quwwāt al-Musallaḥa li-Dawlat al-ʾImārāt al-ʿArabīyyah al-Muttaḥidah) son las fuerzas armadas de los Emiratos Árabes Unidos. También se las conoce ocasionalmente como "Pequeña Esparta", apodo que les puso el ex general del Cuerpo de Marines de Estados Unidos y secretario de Defensa James Mattis, debido a su activo y eficaz papel militar y proyección de poder en la región circundante en comparación con su tamaño relativo.

## Historia
El ejército de los Emiratos Árabes Unidos se formó a partir de los Estados de la Tregua, creada el 11 de mayo de 1951 y rebautizada como Omán de la Tregua en 1956. Los Scouts de Omán Trucial pasaron a manos de los Emiratos Árabes Unidos como núcleo de sus fuerzas de defensa en 1971 con la formación de los EAU y fueron absorbidos por un ejército unido llamado Fuerza de Defensa de la Unión (UDF). La Fuerza de Defensa de la Unión se estableció oficialmente como el ejército de los Emiratos Árabes Unidos el 27 de diciembre de 1971 a partir de una directiva emitida por Zayed bin Sultan Al Nahyan.
Como Fuerza de Defensa de la Unión, cada emirato era responsable del equipamiento y entrenamiento de sus propias fuerzas de defensa. En caso de ataque a uno de los siete emiratos, las Fuerzas de Defensa de la Unión se movilizaban desde todos los emiratos para defender el emirato atacado. En 1974 se cambió el nombre por el de Fuerzas Armadas Federales. El 6 de mayo de 1976, las Fuerzas Armadas Federales se unificaron en un solo cuerpo. El 6 de mayo se celebra anualmente el Día de la Unión Militar. Como resultado de la unión de las fuerzas, el número de efectivos formó una brigada y se denominó Brigada Yarmouk.
Tras la unión de las fuerzas armadas en 1976, la Brigada Yarmouk pasó a llamarse oficialmente Fuerzas Armadas de los Emiratos Árabes Unidos. En 1976 se establecieron la insignia oficial de las Fuerzas Armadas de los EAU, el uniforme, las academias militares, la fuerza aérea y la fuerza naval, y se formó el Cuartel General militar (GHQ) en Abu Dhabi.
Las Fuerzas Armadas de los EAU están equipadas con sistemas de armamento adquiridos a diversos países extranjeros, como Francia, Estados Unidos y el Reino Unido. Algunos oficiales son graduados de la Real Academia Militar del Reino Unido en Sandhurst, y otros han asistido a la Academia Militar de Estados Unidos en West Point, el Real Colegio Militar, Duntroon, y St Cyr, la academia militar de Francia.
Las Fuerzas Armadas de los Emiratos Árabes Unidos participaron en múltiples conflictos, incluidos los de Oriente Medio. Entre 1977 y 1979, el Ejército de los EAU contribuyó con 750 hombres a la misión de mantenimiento de la paz de la Fuerza Árabe de Disuasión en Líbano. Entre 1990 y 1991, las Fuerzas Armadas participaron en la primera Guerra del Golfo. Diez soldados de los EAU perdieron la vida en la liberación de Kuwait. Las Fuerzas Armadas de los EAU se desplegaron en Europa del Este y se unieron a la misión de mantenimiento de la paz de la Fuerza de Kosovo de la OTAN llevando a cabo misiones de ayuda a miles de refugiados que huían de la frontera albanesa. Esta fue la primera vez que el uniforme de las tropas de los EAU se cambió al camuflaje de bosque en comparación con su camuflaje de desierto de origen. Las Fuerzas Armadas de los EAU participaron en la misión de mantenimiento de la paz en Somalia entre 1993 y 1994. La Guardia Presidencial de EAU fue desplegada para mantener la seguridad en la guerra de Afganistán contra los talibanes. En marzo de 2011, los EAU se unieron a la aplicación de la zona de exclusión aérea sobre Libia mediante el envío de seis F-16 y seis Mirage 2000 aviones de combate polivalentes y en 2015 se unieron a la intervención de la coalición liderada por Arabia Saudí en Yemen mediante el envío de 30 UAEAF F16 Desert Falcons a Yemen. La intervención fue seguida por el despliegue de tropas terrestres de los EAU en el sur de Yemen, centrándose en atacar células "terroristas" como Al-Qaeda en la península arábiga y el Estado Islámico.
Los EAU introdujo un servicio militar obligatorio de 16 meses para hombres adultos en 2014 para ampliar su fuerza de reserva. La fecha de la primera muerte en acto de servicio de un soldado de los EAU fue el 30 de noviembre de 1971, durante la toma de Abu Musa y los Túneles Mayor y Menor, que se celebra anualmente como Día de Conmemoración. La mayor pérdida de vidas en la historia del ejército de los EAU se produjo el viernes 4 de septiembre de 2015, cuando 52 soldados murieron en la zona de Marib (Yemen) por el impacto de un misil Tochka que apuntó a un depósito de armas y provocó una explosión. Los nombres de los soldados de los EAU que murieron en acto de servicio están inscritos en el monumento conmemorativo de las Fuerzas Armadas de los EAU, el Oasis de la Dignidad, en Abu Dabi.
Los EAU subcontratan gran parte de su ejército a mercenarios y asesores extranjeros. Un informe publicado en octubre de 2022 reveló que varios militares estadounidenses retirados trabajan como contratistas o asesores militares para los EAU. El informe, obtenido a través de la Ley de Libertad de Información, reveló que en siete años casi 280 veteranos militares estadounidenses solicitaron permiso federal para trabajar para Emiratos. También se sabía que cientos de veteranos militares estadounidenses habían sido contratados por el gobierno de los EAU o por empresas estatales. Los expertos afirmaron que el ejército emiratí era el más poderoso del mundo árabe debido a la afluencia de veteranos estadounidenses. El embajador de EAU en EEUU, Yousef Al Otaiba, afirmó que EEUU desempeñaba un papel crucial en el progreso y la seguridad de Emiratos. Sin embargo, no se conoce del todo el grado de dependencia emiratí de los contratistas militares estadounidenses.

## Ramas

### Fuerza Aérea
En 2017, la Fuerza Aérea de los Emiratos Árabes Unidos contaban con unos 4.000 efectivos. En 1999, las Fuerzas Aéreas acordaron la compra de 80 aviones de combate polivalentes F-16 estadounidenses. Además, incluyeron otros equipos como 60 Mirage 2000, aviones Hawk británicos y helicópteros franceses. La defensa aérea cuenta con un programa de misiles Hawk para el que Estados Unidos ha estado proporcionando formación. Los EAU han recibido dos de las cinco baterías Triad I-Hawk.

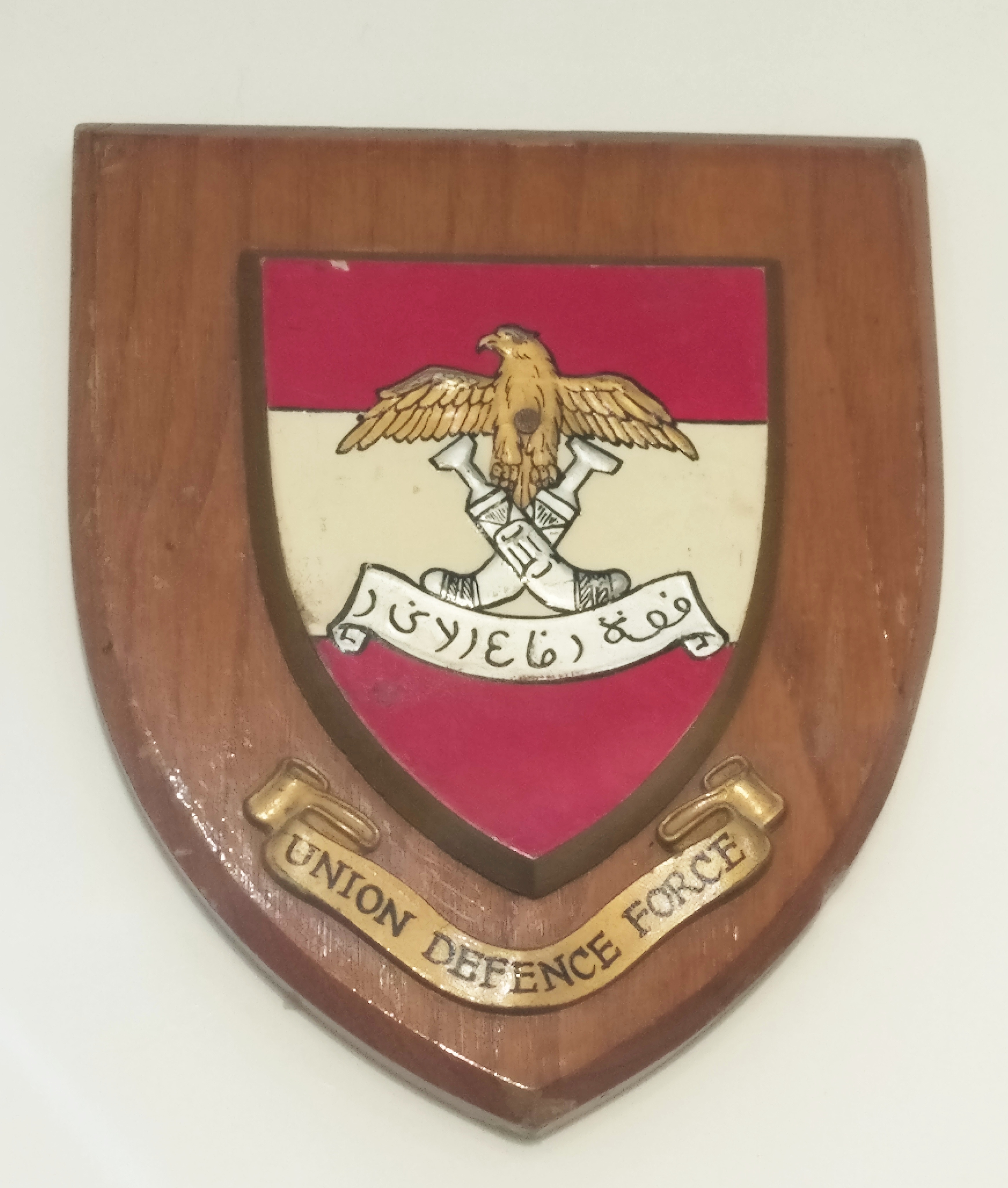
Se añadió un halcón a la insignia original de los Estados de la Tregua para significar la unión de los emiratos y la formación de una fuerza.

- Se añadió un halcón a la insignia original de los Estados de la Tregua para significar la unión de los emiratos y la formación de una fuerza.La Fuerza Aérea de los Emiratos Árabes Unidos se encarga de proteger el espacio aéreo del país y los aviones de defensa civil.

### Ejército
Como parte de las fuerzas armadas de los Emiratos Árabes Unidos, el Ejército (llamado Fuerzas Terrestres en árabe) es responsable de las operaciones terrestres y terrestres.
- El Cuerpo Médico forma parte del Ejército y es responsable del apoyo médico militar al resto de las Fuerzas Armadas de los EAU.

### Marina
La Marina de los Emiratos Árabes Unidos contaba con más de 2.000 efectivos y 72 buques.
- Infantería de Marina de los Emiratos Árabes Unidos - Los EAU mantuvieron una fuerza de Infantería de Marina del tamaño de un batallón denominada Infantería de Marina de los EAU hasta 2011, cuando se fusionó con la UAE-PG.
- Guardia Costera de los Emiratos Árabes Unidos: agencia de guardacostas de los Emiratos Árabes Unidos y principal responsable de la protección del litoral emiratí mediante la regulación de las leyes marítimas, el mantenimiento de las marcas marítimas, el control fronterizo, las operaciones contra el contrabando y otros servicios.

### Guardia Presidencial
La Guardia Presidencial de los Emiratos Árabes Unidos (UAE-PG) se formó en 2011 mediante la fusión de la Guardia Amiri, el Mando de Operaciones Especiales y el Batallón de Marines de la Armada de los EAU. Los EAU solicitaron que el Cuerpo de Marines de EE. UU. (USMC) les proporcionara apoyo de entrenamiento. El Departamento de Estado de EE. UU. aprobó un caso de entrenamiento de ventas militares extranjeras (FMS) para la UAE-PG en octubre de 2011. La Misión de Entrenamiento del Cuerpo de Marines de los EAU (MCTM-UAE) opera bajo la autoridad del jefe de misión como un caso de entrenamiento FMS del Título 22.

## Despliegues

### Guerra del Golfo

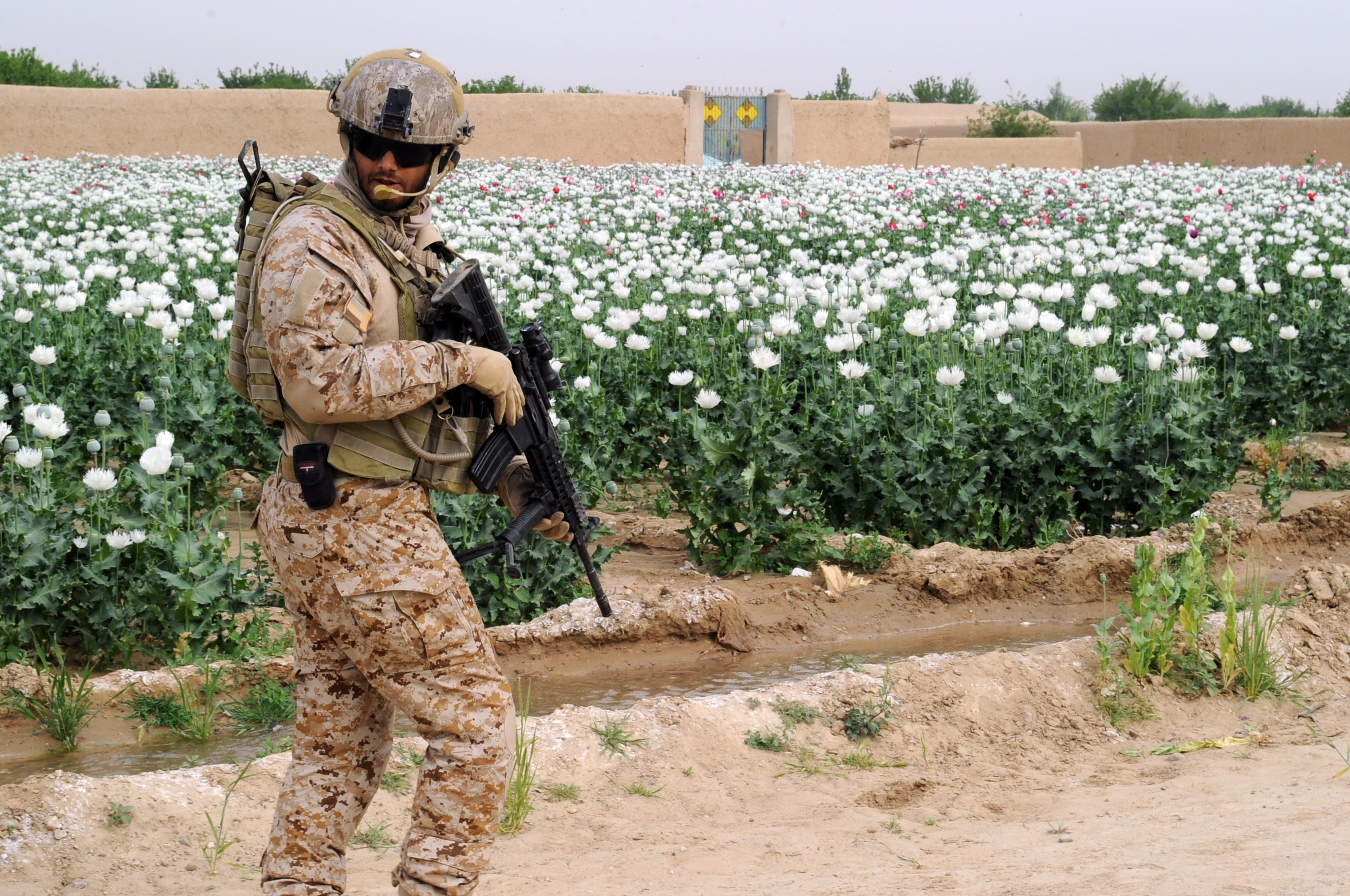
Un soldado de Operaciones Especiales de las Fuerzas Armadas de los EAU asignado a la Fuerza Especial de Operaciones-Oeste patrulla aldeas en Afganistán el 7 de abril de 2011.

Los EAU enviaron fuerzas para ayudar a Kuwait durante la Guerra del Golfo de 1990-1991, en la que participaron en el conflicto unos centenares de tropas de los emiratos como parte de la fuerza Escudo de la Península del CCG que avanza hacia la ciudad de Kuwait. La fuerza aérea de los EAU llevó a cabo ataques contra las fuerzas iraquíes. Las Fuerzas Armadas de EAU participaron en la coalición con un batallón del ejército junto con un escuadrón de Dassault Mirage 5 y Mirage 2000. 6 soldados de EAU murieron en combate.

### Operación de las Naciones Unidas en Somalia II
Las Fuerzas Armadas de los EAU participaron en UNOSOM II, que fue una intervención lanzada en marzo de 1993 hasta marzo de 1995, y comprometieron recursos para la misión de las Naciones Unidas.

### Líbano

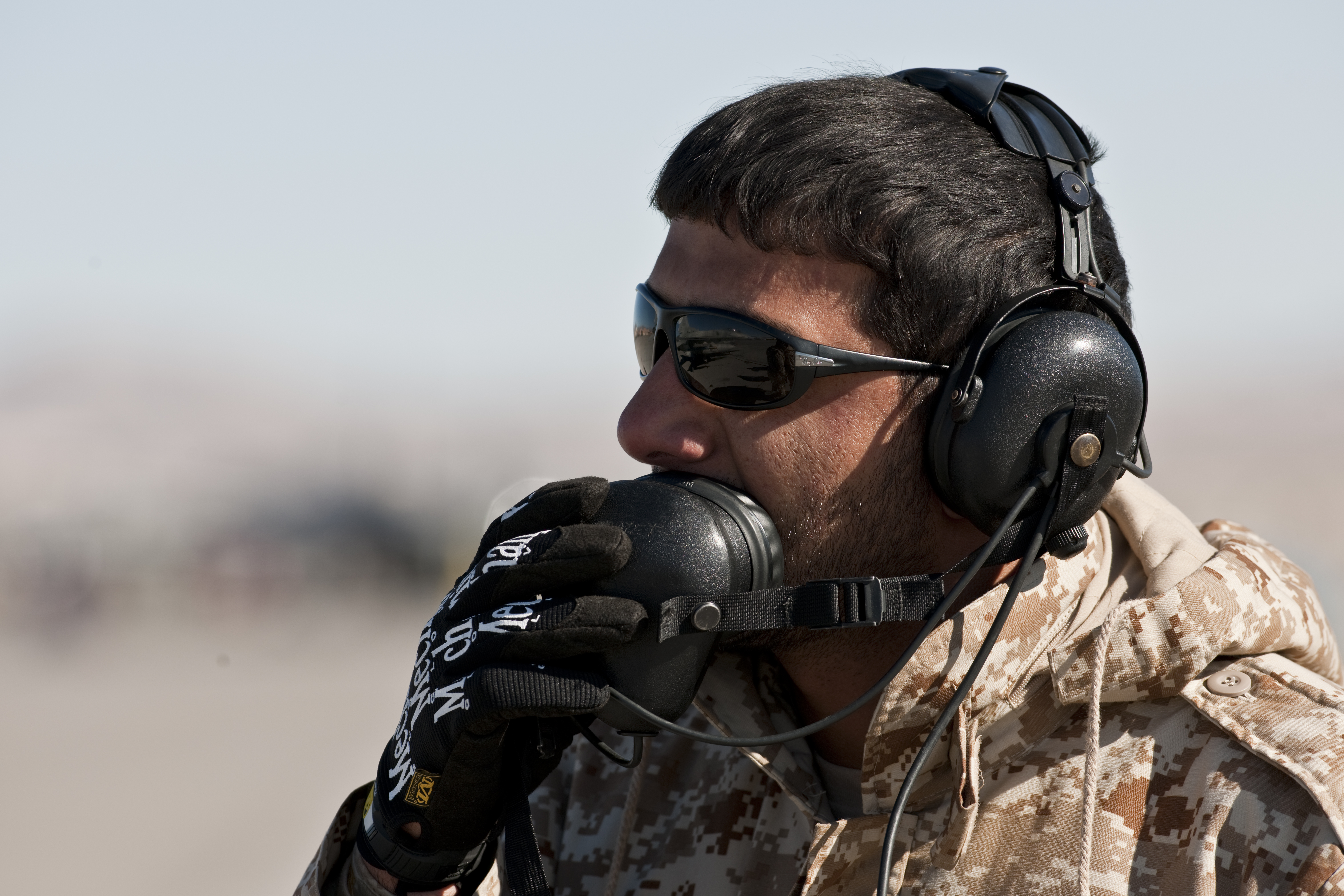
Jefe de tripulación de la UAEAF comunicándose durante una prueba de motores en la base aérea de Nellis durante la Red Flag 11-2 el 2 de febrero de 2011.

Ingenieros militares de campo de los EAU llegaron al Líbano el 8 de septiembre de 2007 en Beirut para limpiar de minas y bombas de racimo las zonas del sur del Líbano.

### Guerra en Afganistán

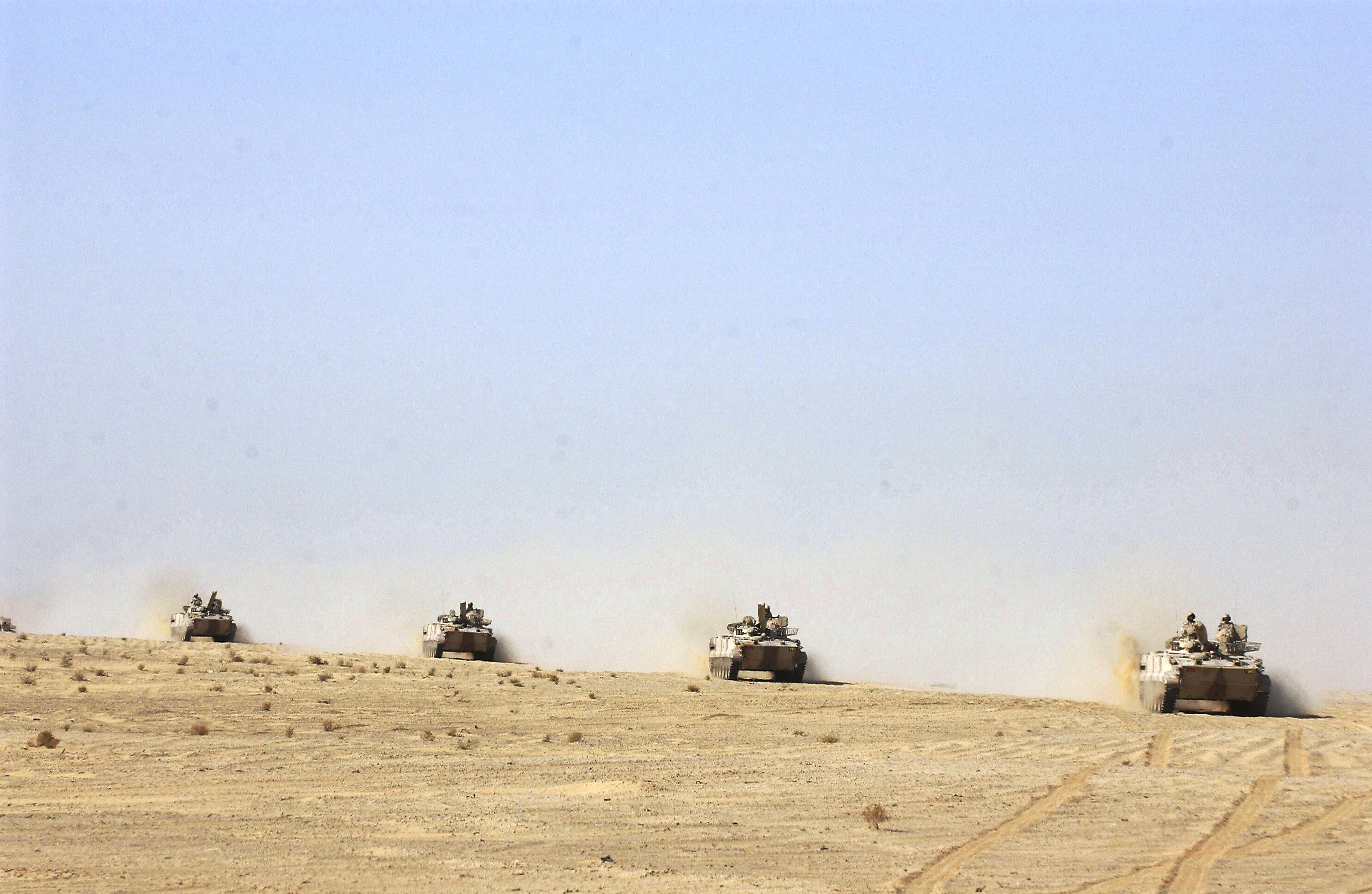
BMP-3 del ejército de los EAU en entrenamiento con fuego real en el desierto

Las Fuerzas Armadas de EAU fueron desplegadas en 2003 en Afganistán principalmente para apoyar la construcción. Las fuerzas especiales de EAU establecían bases de apoyo contra incendios en torno a proyectos apoyados por EAU, que incluían la financiación de carreteras asfaltadas, clínicas, una emisora de radio pastún y un mástil proporcionado por Etisalat que hacía la competencia a otras redes de telefonía móvil en Helmand. Sus actividades incluían conducir hasta aldeas afganas "remotas y empobrecidas", distribuir ayuda y sentarse con los "ancianos" de la aldea para interesarse por sus necesidades. A continuación, financiaban proyectos mientras los contratos se sacaban a concurso local. Las Fuerzas Armadas de los EAU utilizaron sus vínculos con el Islam y su capacidad para financiar proyectos para intentar reducir la desconfianza local hacia la OTAN en Afganistán.

### Intervención saudí en Yemen
En 2015, EAU participó en la intervención liderada por Arabia Saudí en Yemen para influir en el resultado de la Guerra Civil yemení (2015-). El 4 de septiembre de 2015, 52 soldados de EAU (junto con 10 soldados saudíes y 5 bahreiníes) murieron cuando un misil houthi impactó contra un depósito de municiones en una base militar en la gobernación de Ma'rib, lo que supuso el "mayor número de muertos en el campo de batalla en la historia del país".
En 2016, durante la Batalla de Al Mukalla, las Fuerzas Armadas de los EAU liberaron el puerto de Mukalla de las fuerzas de AQAP en 36 horas después de haber estado en manos de AQAP durante más de un año, y el secretario de Defensa estadounidense, James Mattis, calificó la operación dirigida por los EAU de modelo para las tropas estadounidenses. En 2018, Associated Press mencionó en un informe que los EAU llegaron a acuerdos con militantes de AQAP reclutándolos contra la lucha contra los Houthis y proporcionándoles dinero. El informe continuaba afirmando que Estados Unidos estaba al tanto de que Al Qaeda había unido sus filas con EAU y que ha aplazado los ataques con drones contra Al Qaeda. El general de brigada de EAU Musallam Al Rashidi respondió al informe afirmando que no se puede razonar con Al Qaeda en primer lugar afirmando que "No tiene sentido negociar con estos tipos". El ejército de EAU afirmó que las acusaciones de permitir que AQAP se vaya con dinero en efectivo contradicen su objetivo principal de privar a AQAP de su fuerza financiera. El Pentágono desmintió la idea de que Al Qaeda se uniera a las fuerzas armadas de EAU y de que Estados Unidos suspendiera los ataques con drones contra Al Qaeda. El coronel Robert Manning, portavoz del Pentágono, calificó la fuente de noticias de "claramente falsa". Según The Independent, la actividad de AQAP en las redes sociales y el número de atentados cometidos por esta organización han disminuido desde la intervención de EAU.
El 30 de abril de 2018, las fuerzas armadas de EAU, como parte de la intervención liderada por Arabia Saudí en Yemen, desembarcaron tropas en la isla de Socotra. El periódico The Independent informó de que EAU se había anexionado políticamente la isla y había construido una red de comunicaciones, además de realizar censos y proporcionar a los residentes de Socotra asistencia sanitaria gratuita y permisos de trabajo en Abu Dabi. El 14 de mayo de 2018, se negoció un acuerdo entre EAU y Yemen para un ejercicio de entrenamiento militar conjunto y la devolución del control administrativo del aeropuerto y el puerto marítimo de Socotra a Yemen.
En junio de 2018, las tropas lideradas por EAU llevaron a cabo una ofensiva en Hodeidah.
En junio de 2019, EAU anunció una retirada parcial de sus tropas reduciendo las fuerzas armadas que combatían en Yemen. Un funcionario de EAU calificó la medida como un redespliegue "estratégico". Según un informe de Reuters, la nación del golfo ordenó la retirada de sus tropas por motivos de seguridad, tras las tensiones con Irán. EAU declaró que está cambiando su enfoque de los rebeldes Houthi a ISIS y al-Qaeda en Yemen.

### Estado Islámico
En 2015, la Fuerza Aérea de EAU lanzó bombas sobre objetivos del Estado Islámico en Siria. Uno de ellos era la comandante Mariyam Al Mansouri, la primera mujer piloto de la Fuerza Aérea de EAU.

## Expansión

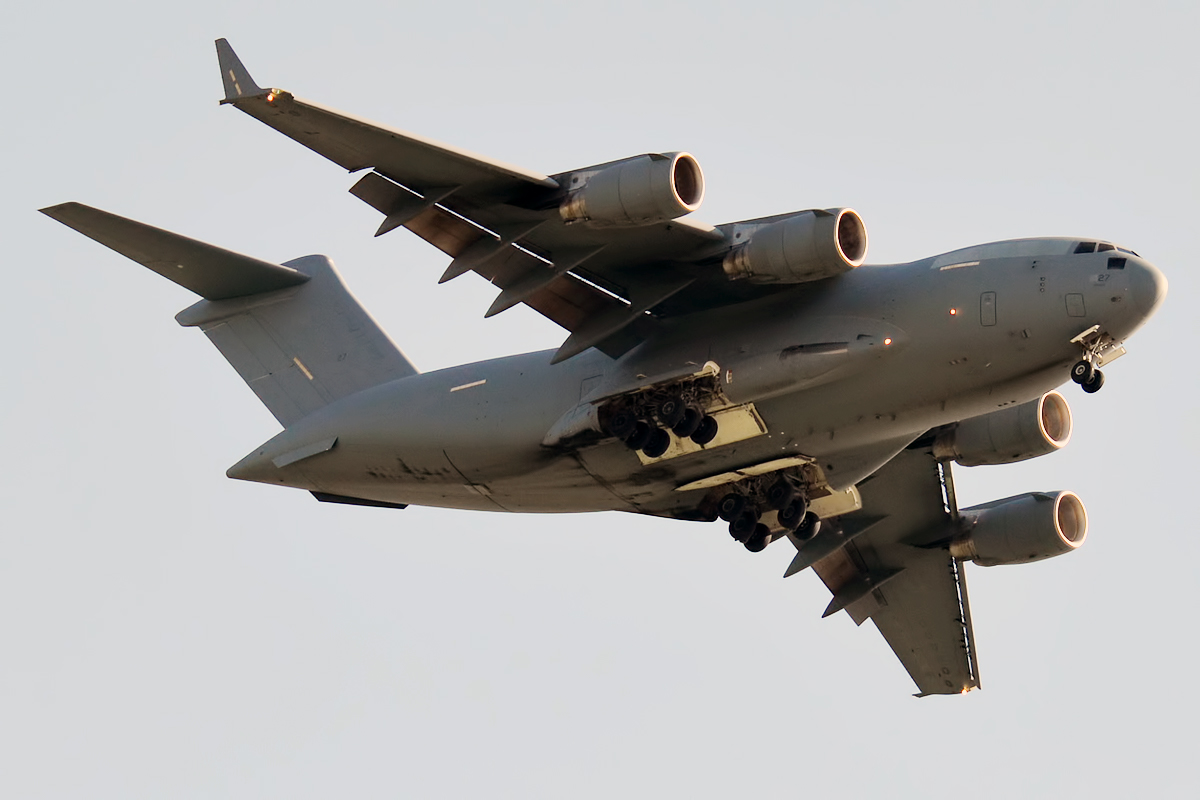
UAEAF C-17A Globemaster III

En 1989, los EAU compró misiles balísticos Scud-B a Corea del Norte. Los EAU emprendió una campaña de expansión en 1995, que comenzó con la adquisición en 1992-93 de 436 tanques Leclerc y 415 vehículos blindados BMP-3. Había aprendido de la experiencia iraní de tener un único proveedor para sus fuerzas armadas y ha diversificado sus compras de armas, adquiriendo armamento principalmente a Rusia, Estados Unidos, Reino Unido, Ucrania, Francia, Italia y Alemania. También se ha preocupado de invertir en los sistemas que ha adquirido y estandarizarlos según las especificaciones de la OTAN y el CCG. A la compra de equipos le siguió también un programa de aumento de los efectivos y de emiratización de las Fuerzas Armadas.
En 2008, los EAU compró misiles Patriot MIM-104 y radares relacionados, así como servicios de apoyo para los sistemas Patriot.
En 2011, durante el temor a una guerra con Irán por el estrecho de Ormuz, EAU anunció la compra de sistemas de misiles estadounidenses por valor de 3.480 millones de dólares: 2 sistemas de radar, 96 misiles, piezas de repuesto y formación. Los EAU fue el primer país en adquirir el Sistema de Defensa Terminal de Área a Gran Altitud (THAAD). Se acordó un contrato por valor de 1.960 millones de dólares para que Lockheed Martin Corp suministrara dos baterías antimisiles Thaad.
En noviembre de 2019, Sudáfrica bloqueó el suministro de armas a Emiratos Árabes Unidos, Omán, Argelia y Arabia Saudí tras una disputa en la cláusula de inspección de su acuerdo. Según un informe de Reuters, los EAU y los otros países mencionados se negaron a permitir que funcionarios de Sudáfrica inspeccionaran sus instalaciones. La disputa surgió cuando los EAU y los demás países rechazaron las inspecciones, alegando que violaban su soberanía. Según la industria, la disputa sobre las inspecciones pone en peligro el negocio y podría causar la pérdida de hasta 9.000 puestos de trabajo en empresas de defensa e industrias auxiliares en Sudáfrica. EAU inició pruebas de tiro con China, India y Serbia para sustituir a la RDM sudafricana como proveedor preferente de munición.

## Industria

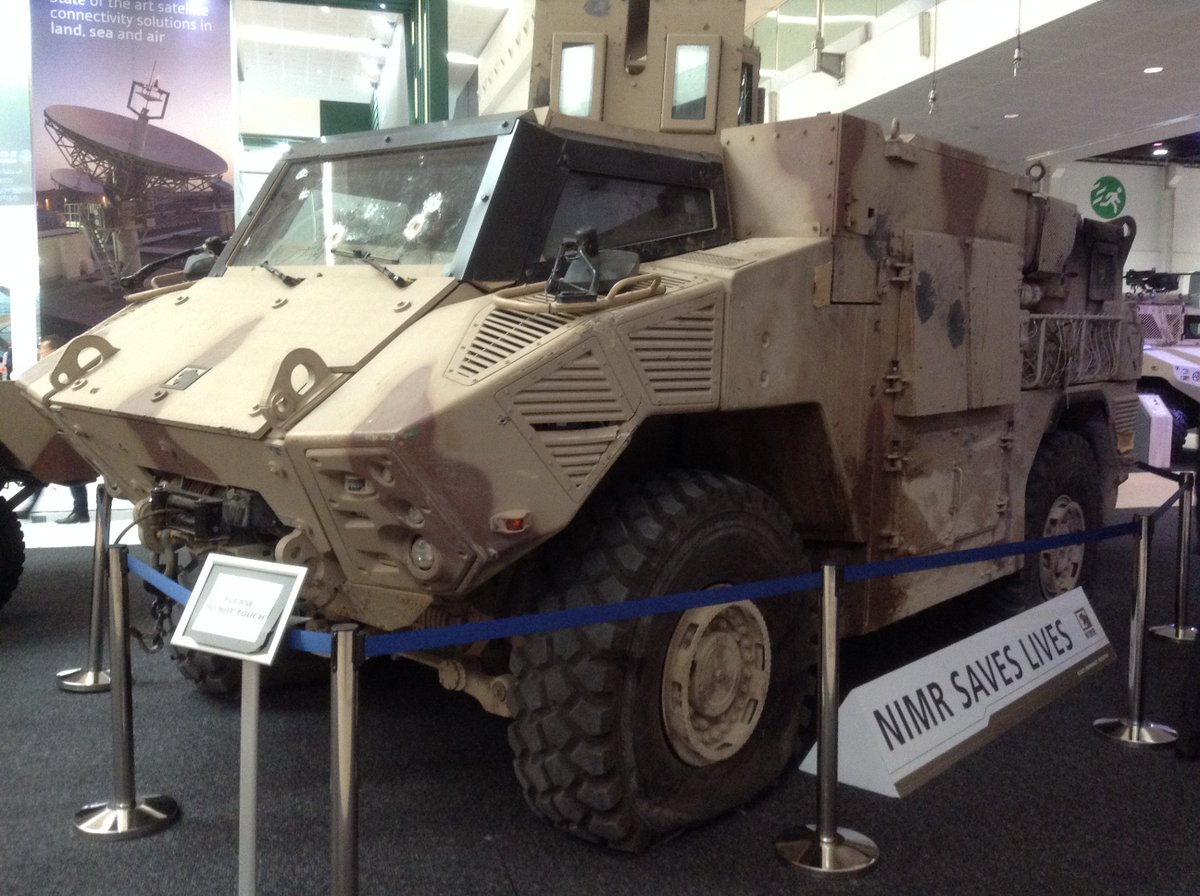
El APC Nimr de fabricación emiratí probado en combate y restaurado de la Operación Tormenta Decisiva se expone en IDEX 2017

La Abu Dhabi Shipbuilding company (ADSB) produce toda una gama de buques y es contratista del Programa Baynunah, un programa de diseño, desarrollo y producción de 5-6 corbetas personalizadas para operar en aguas del Golfo Pérsico. Ha producido municiones, vehículos de transporte militar y vehículos aéreos no tripulados.
El 28 de noviembre de 2007 se firmó en Abu Dhabi un acuerdo de empresa conjunta (joint venture) entre Tawazun Holding LLC, sociedad de inversiones creada por la Oficina de Programas de Compensación (OPB), Al-Jaber Trading Establishment, perteneciente al Grupo Al-Jaber, y Rheinmetall Munitions Systems, para establecer la fábrica de municiones Al-Burkan en la Ciudad Militar Zayed de Abu Dhabi. El 20 de junio, OPB firmó cuatro memorandos de entendimiento con empresas de Europa y Singapur en la exposición de defensa Eurosatory 2008 de París: Rheinmetall Group y Diehl Defence Holding de Alemania, Singapore Technologies Engineering (ST Engg) y Thales de Francia.
Tawazun ha colaborado con Saab en el desarrollo de radares.

## Lectura adicional
- Kelly, Saul; Stansfield, Gareth (September 2013). «Britain, the UAE, and the defence of the Gulf revisited». International Affairs 89: 1203-1219. doi:10.1111/1468-2346.12067.
- Gervais, Victor (2011). Du pétrole à l'armée : les stratégies de construction de l'Etat aux Emirats arabes unis [From Oil to Army: State-Building Strategies in the United Arab Emirates] (en francés). Paris: IRSEM.
- Yates, Athol (2020). The Evolution of the Armed Forces of the United Arab Emirates. Warwick: Helion & Co. ISBN 978-1-91286-600-7.
- Yates, Athol; Lord, Cliff (2019). The Military and Police Forces of the Gulf States - Volume 1: Trucial States and United Arab Emirates, 1951-1980. Warwick: Helion & Co. ISBN 978-1-91239-061-8.
- Yates, Athol; Lord, Cliff (2019). The Naval Forces of Abu Dhabi 1967-1976. Australia: C-Pubs. ISBN 978-0-9874332-9-9.